# Acca sellowiana
La feijoa (como se le conoce en Colombia), guayabo, guayaba, guayabo del Brasil, guayabo del país (Acca sellowiana), goiabeira serrana, goiabeira do mato, goiaba do campo (sin. Feijoa sellowiana (O.Berg) O.Berg ), es una especie arbustiva o árbol pequeño, que alcanza hasta 4-8 m de altura; follaje perenne, grisáceo, de tronco tortuoso con corteza escamosa de color castaño rojiza, Es nativa principalmente de las tierras altas de Colombia , el sur de Brasil y las colinas del noreste de Uruguay , aunque también se encuentra en el este de Paraguay y el norte de Argentina. En el siglo XIX comenzó a ser utilizada como planta ornamental, con esos fines fue llevada a Europa. Actualmente es cultivada como frutal en EE. UU., Nueva Zelanda,  Australia, Palestina, Italia y otros. En Venezuela.

## Descripción
Especie monoica, tronco tortuoso con corteza escamosa de color castaño rojiza, áspera o algo escamosa. Follaje persistente y ramillas rígidas. Hojas simples, opuestas, con pecíolos de 4 a 8 mm, ovoides o elípticas, coriáceas, verde oscuro y brillantes en el haz, lanoso-tomentosas en el envés. Flores solitarias, hermafroditas, con 4 sépalos y 4 pétalos de color blanco-róseos; estambres numerosos con anteras de color amarillo intenso o rojo, ornamentales. Florece en octubre y noviembre, fructificando en el verano. La polinización es realizada por aves (en Brasil) y por insectos, especialmente  abejas.
El fruto es una baya comestible, oblonga  verde oscuro en la madurez, de 3-5cm de largo, coronada por el cáliz persistente.La pulpa del fruto es carnosa y aromática.

## Ecología
En el Uruguay habita naturalmente serranías y quebradas en el noreste del territorio. Se desarrolla en lugares soleados en suelos húmedos y rocosos, no forma agrupamientos. Temperatura anual media de alrededor de 16-18 °C; con amplitud térmica de -8 a 40 °C. Se desarrolla en suelos variados, en general de fertilidad baja. Precipitaciones entre 1350 a 1700 mm por año. Los valores nutricionales obtenidos de las frutas son altos, destacándose la riqueza de oligoelementos que no son tan frecuentes en otras frutas.
Las flores son visitadas por un amplio rango de insectos, aunque los polinizadores principales en Brasil son aves que se acercan a comer los pétalos y en Uruguay varios tipos de insectos, entre los que se destacan las abejas.

## Cultivo
Las principales áreas de cultivo no se localizan en su región original, sino que se encuentran en Nueva Zelanda, Estados Unidos (California) y Colombia, entre otros países. Algunos cultivares de A. sellowiana, ampliamente distribuidos internacionalmente, derivan de un pequeño número de introducciones de plantas de “tipo uruguayo”. En 1890, el profesor Edouard André introdujo en Francia un ejemplar o unos pocos ejemplares de la especie provenientes de Uruguay, que fueron el origen de las plántulas introducidas en California, y que luego llegaron a Nueva Zelanda. Posteriormente, Colombia introdujo materiales provenientes de diversas partes del mundo.

### Cuidados en el cultivo

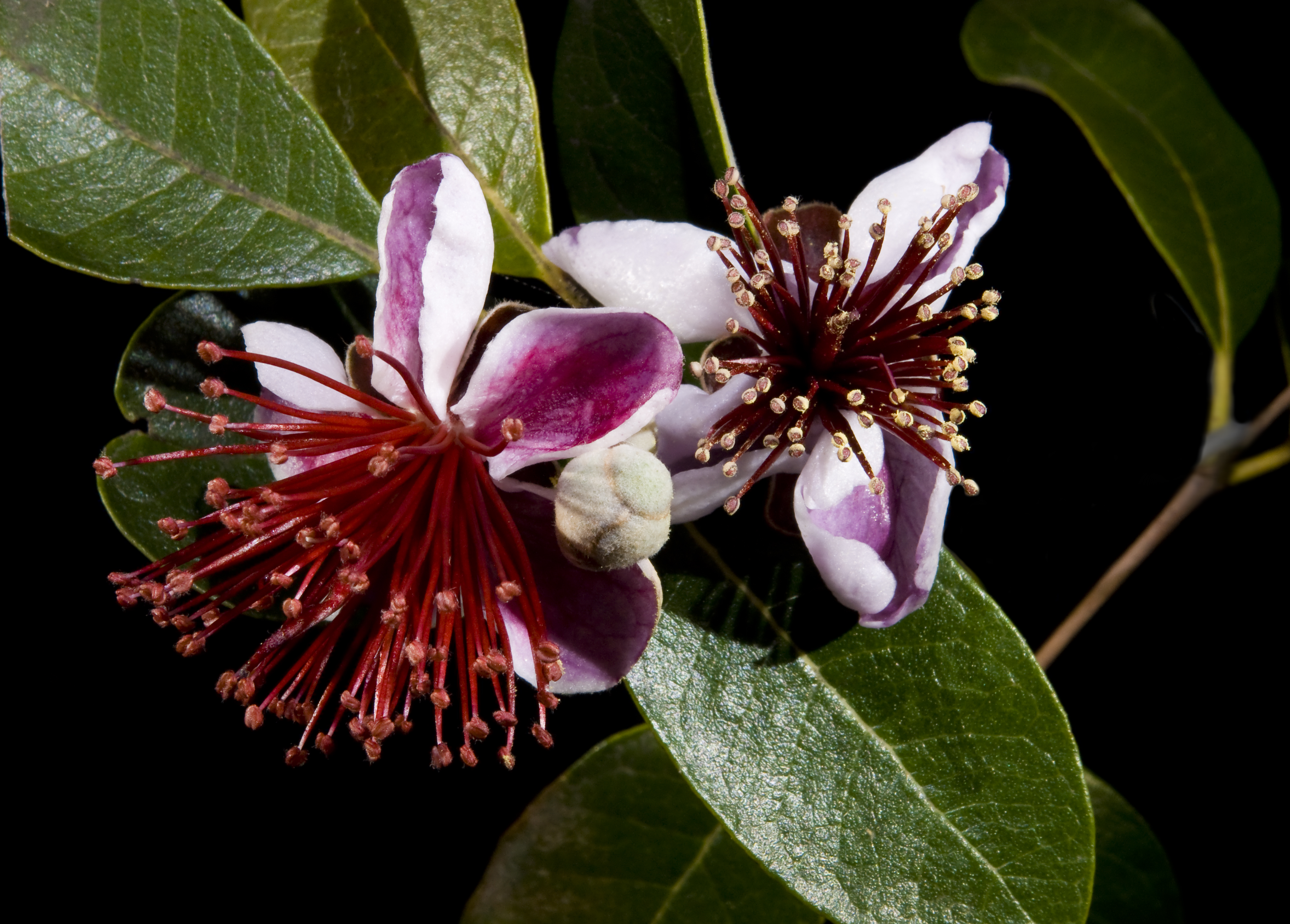
Flores de feijoa.

- Puede mantenerse desde pleno sol a semisombra con contacto frecuente de luminosidad.
- Soporta el frío pero no el frío extremo (-10/-12 °C).
- En regiones en las que el invierno es muy frío se debe cultivar en macetas y resguardar del frío en un invernadero o llevar en el interior de la casa.
- A resguardo del viento.
- Soporta los suelos salinizados y atmósferas marinas, requiriendo suelos bien drenados.
- Riego semanal
- No soporta bien la poda, aunque se puede llevar a cabo. Sus consecuencias pueden ser el paro en la producción de fruta de hasta dos años.
- Propagación mediante semillas, pero la multiplicación por esqueje proporciona resultados rápidos. También por acodo en primavera.

## Usos y propiedades
El fruto generalmente se consume fresco siendo muy apreciado  por su sabor y aroma, aunque también  se preparan conservas, jaleas, mermeladas, jugos y frutos secos. Posee un alto contenido de vitamina C (25-30 mg/100 g), antioxidantes, flavonoides, yodo (3 mg/100 g) y otros compuestos que presentan actividad antibacteriana, antioxidante y antialérgica promoviendo la actividad inmunológica y auxiliando en el control de procesos inflamatorios. La pulpa del fruto es carnosa, blancuzca o amarillenta, y fragante: es comestible, rica en vitamina C y con ella se preparan bebidas, jaleas, helados y mermeladas.

## Nomenclatura
Acca sellowiana fue descrita por (O.Berg) Burret, 1941 y publicado en Repertorium Specierum Novarum Regni Vegetabilis 50(1231–1235): 59. 1941. El epíteto específico sellowiana se le otorgó en honor del botánico alemán Friedrich Sellow quién colectó la especie por primera vez en 1819.
Sinonimia
- Orthostemon sellowianus O.Berg in C.F.P.von Martius & auct. suc. (eds.), Fl. Bras. 14(1): 467 (1857).
- Feijoa sellowiana (O.Berg) O.Berg in C.F.P.von Martius & auct. suc. (eds.), Fl. Bras. 14(1): 615 (1859).
- Orthostemon obovatus O.Berg in C.F.P.von Martius & auct. suc. (eds.), Fl. Bras. 14(1): 468 (1857).
- Feijoa obovata (O.Berg) O.Berg in C.F.P.von Martius & auct. suc. (eds.), Fl. Bras. 14(1): 616 (1859).
- Feijoa schenckiana Kiaersk., Enum. Myrt. Bras.: 186 (1891).
- Feijoa sellowiana var. rugosa Mattos, Loefgrenia 70: 4 (1976).
- Acca sellowiana var. rugosa (Mattos) Mattos, Loefgrenia 99: 3 (1990).
- Feijoa sellowiana f. elongata Voronova, Sborn. Nauchn. Trudov Prikl. Bot. Genet. Selekts. 139: 79 (1991).[8][9]